# Marinha dos Estados Confederados
A Marinha dos Estados Confederados (CSN, Confederate States Navy) foi a força naval dos Estados Confederados da América durante a Guerra de Secessão sendo criada em 21 de fevereiro de 1861, durando até o fim da guerra.

## História
Quando os estados sulistas decidiram se separar da União, iniciou-se a Guerra de Secessão, como o comércio marítimo era vital para os confederados, eles precisavam de uma marinha de guerra para proteger os portos, a navegação e impedir qualquer bloqueio ou desembarque inimigo sendo então criada por um ato do Congresso Confederado em 21 de fevereiro de 1861, no início a Marinha Confederada tinha apenas 30 navios, sendo que 14 tinham condições de navegar, mas em compensação eles tinham inovação tecnológica com encouraçados, submarinos, torpedeiros e mina naval (que na época eram conhecidos como torpedos), já a Marinha da União tinha 90 navios.

## Batalha de Hampton Roads

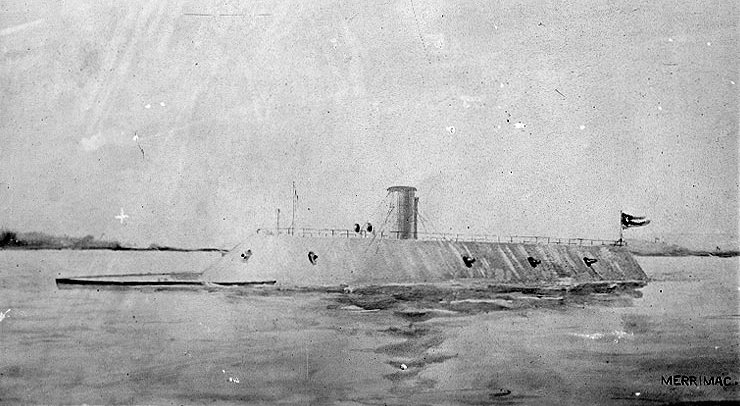
CSS Virginia

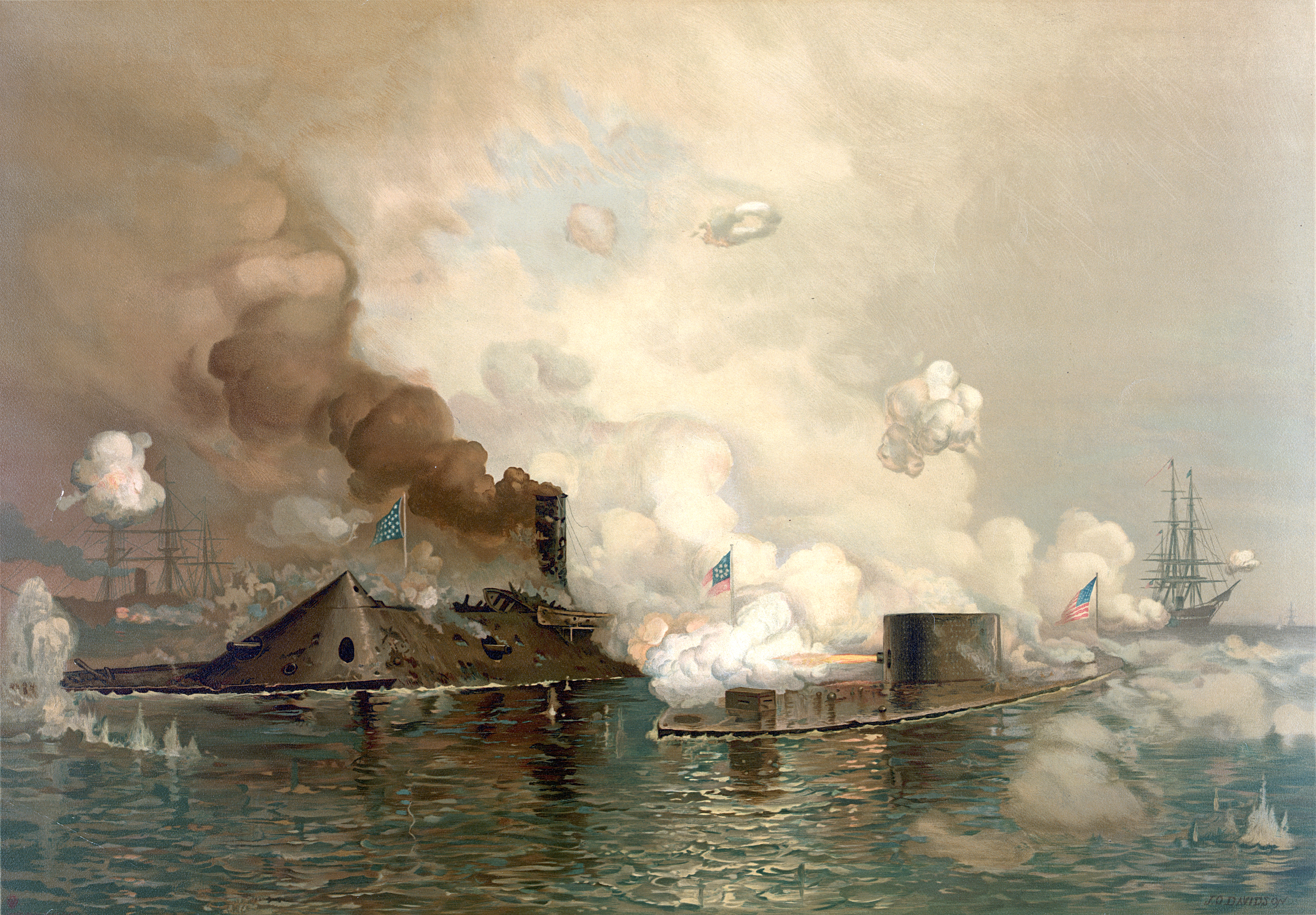
Batalha de Hampton Roads

Em 20 de abril de 1861, com o avanço confederado as tropas da União precisaram abandonar o importante Arsenal da Marinha de Gosport, tentando incendiá-lo para que não caísse nas mãos dos confederados, mas não conseguiram e o arsenal foi capturado pelos confederados junto com o depósito de armas, o porto e materiais de guerra, agora os sulistas tinha docas secas para construir navios, dentre os navios capturados estava o USS Merrimack que estava queimado em algumas partes. O Secretário da Marinha, Stephen Mallory decidiu aproveitar os restos do Merrimack, reconstruindo com placas de ferro, transformando-o em um navio blindado conhecido como CSS Virginia comandado pelo Almirante confederado Franklin Buchanan que combateu junto com alguns navios confederados a frota norte-americana comandada pelo Contra-Almirante Louis Goldsborough, mas este não esteva presente durante a batalha, pois estava na Carolina do Norte, então o Comodoro John Marston, a bordo do USS Roanoke, assumiu o comando da frota na Batalha de Hampton Roads quando os confederados tentaram romper o bloqueio naval, o CSS Virginia atacou o USS Cumberland conseguindo afundá-lo em seguida ataca o USS Congress que depois de uma hora acaba se rendendo depois ataca o USS Minnesota durante o combate, Buchanan fica ferido na coxa esquerda por um tiro de espingarda então Cathesby R. Jones assume o comando do Virginia e decide destruir o Minnesota, mas o novo navio de guerra da União, o USS Monitor, comandado por John L. Worden chega e ataca o Virginia os dois navios lutam por três horas, mas sem conseguirem infligir grandes danos ao inimigo até que um tiro do Virginia atinge o leme do Monitor e os fragmentos atravessam as fendas deixando Worden temporariamente cego, sem nenhum vencedor, o Virginia retorna para o Arsenal de Gosport e o bloqueio continua.

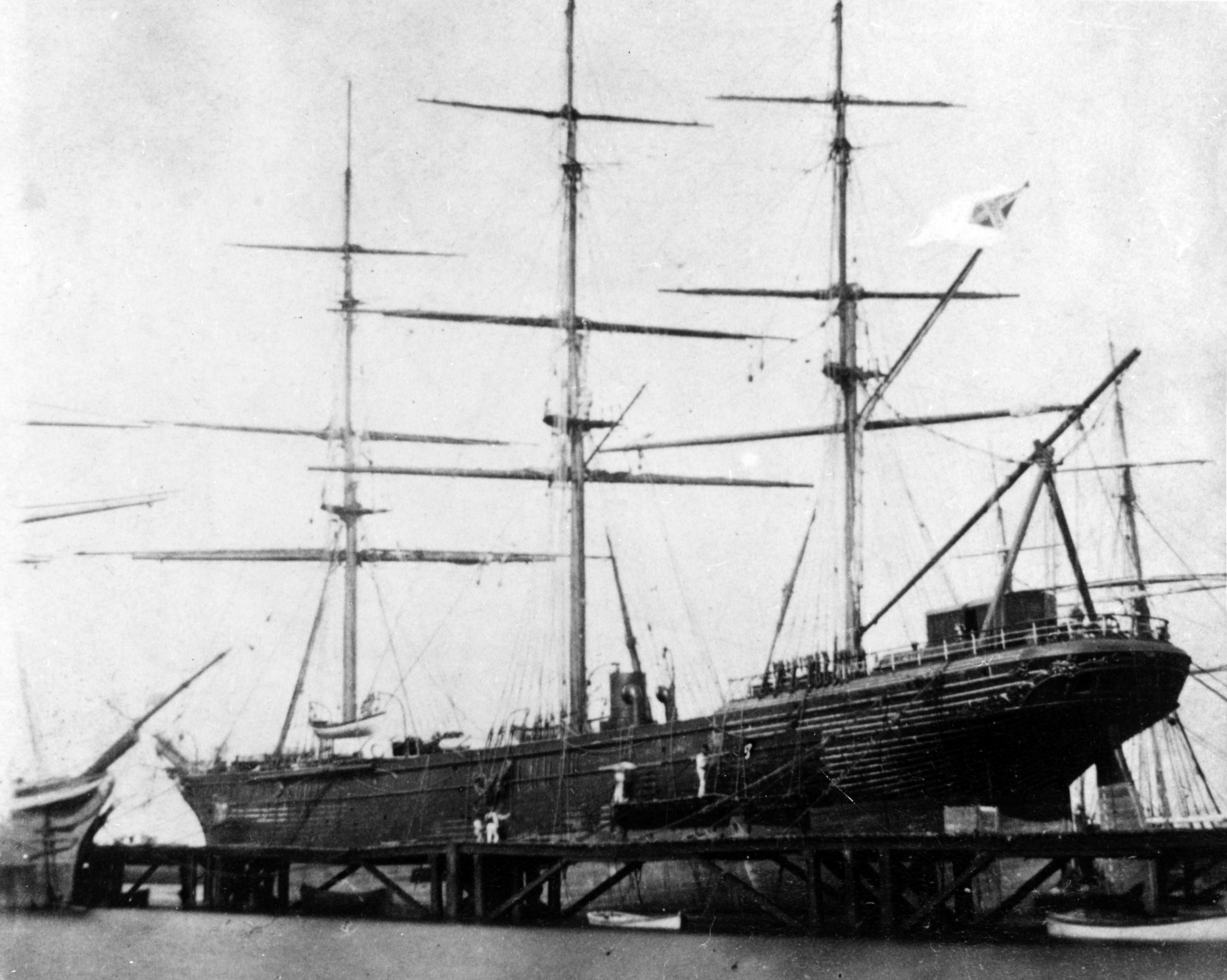
CSS Shenandoah

Além do CSS Virginia, outros dois navios confederados realizaram importantes tarefas, o CSS Alabama e o CSS Shenandoah, que atacavam navios mercantes da União, o CSS Alabama, que havia sido construído secretamente na França realizou 65 ataques contra navios da União até que em 19 de junho de 1864, foi atacado pelo USS Kearsarge perto de Cherbourg quando fazia reparos, o capitão Rafael Semmes contra-ataca, os dois navios então navegam em busca da melhor posição até que, depois de uma hora, tiros do Kearsarge atinge o Alabama destruindo-o, mas a tripulação incluindo o capitão conseguiram se salvar embarcando em um navio britânico, já o CSS Shenandoah deu a volta ao mundo realizando ataques contra navios mercantes e baleeiros da União, mesmo depois da rendição confederada, o Shenandoah continuou atacando, pois as informações não eram confiáveis, até que o capitão James Waddell navegou para a Inglaterra, onde entregou o seu navio às autoridades britânicas, pois se tivesse entregado aos norte-americanos seria julgado pela corte marcial junto com a tripulação e enforcado como pirata, sendo assim o Shenandoah foi o último à disparar o último tiro da Guerra Civil e sua tripulação foi a última a se render mesmo depois de 5 meses que a guerra havia acabado.

## Batalha da Baía de Mobile e o fim da Marinha Confederada

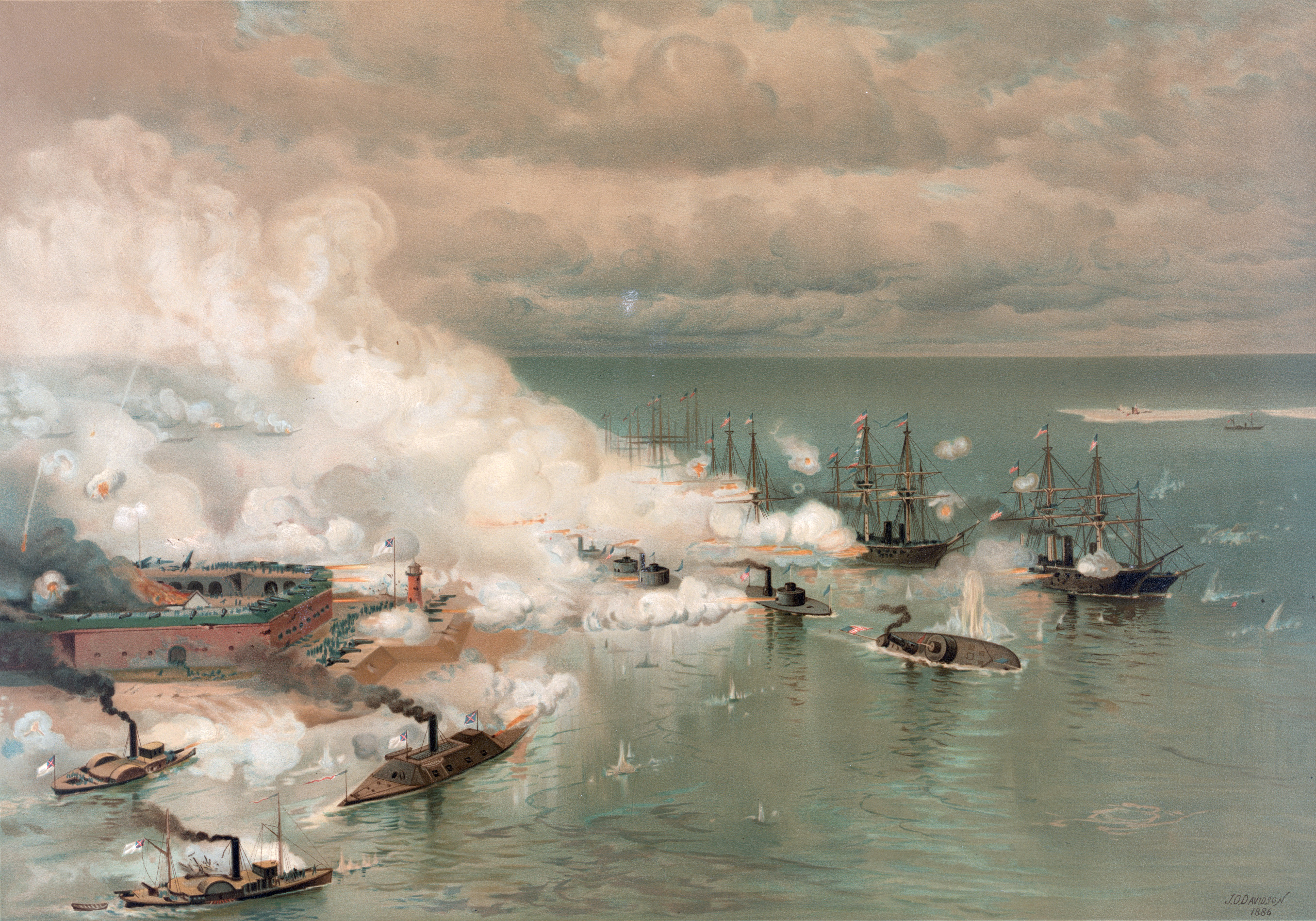
Batalha da Baía de Mobile

Em 2 de agosto de 1864, o Almirante da União David Farragut comandando 12 navios de madeira, 2 canhoneiras e 4 navios blindados além do apoio de 5.500 soldados comandados pelo Major-General Gordon Granger, ataca a última base naval confederada, na Baía de Mobile, iniciando o combate com 3 canhoneiras e um navio blindado sob o comando do Almirante Buchanan e também tinha o apoio de três fortalezas e de minas navais, que na época eram conhecidos como torpedos, a frota da União avançou, mas em seguida recuou, Farragut quis saber o motivo e os oficiais lhe informaram sobre as minas, mesmo assim ele ordenou o ataque. O CSS Tennessee foi atacado pelos navios inimigos sua baixa velocidade mostrou ser fatal, o navio ficou seriamente danificado, membros da tripulação morreram e outros ficaram feridos incluindo Buchanan que quebrou a perna, vendo a superioridade numérica, Buchanan se rendeu, poucos dias depois, as três fortalezas também se renderam. Após a perda de Mobile, os confederados adquiriu um poderoso navio de guerra francês recém-construído que havia sido vendido para a Dinamarca. Em 6 de janeiro de 1865, o CSS Stonewall partiu de Copenhague para a América: durante o caminho, ele ficou danificado na costa da Bretanha sendo obrigado a ser reparado na Espanha, outros navios da União tentaram capturá-lo, mas desistiram ao ver sua força, ao chegar em Lisboa o Stonewall partiu direto para atacar Port Royal na Carolina do Sul, quando chegou em Havana, o capitão Page soube que a guerra tinha acabado ele então vendeu o navio para o governo espanhol.  A Marinha Confederada também utilizou um submarino o Hunley que foi o primeiro submarino a afundar um navio em combate, mas logo em seguida o Hunley foi afundado por razões desconhecidas. Após o fim da guerra civil, a Marinha Confederada foi dissolvida.